# Jules Dornay
Constant Jules Alexandre Lacroix connu sous le pseudonyme de Jules Dornay (Vineuil (Loir-et-Cher), 15 janvier 1829 - Joinville-le-Pont 13 juin 1906), est un auteur dramatique français.

## Biographie
Ses pièces ont été représentées sur les plus grandes scènes parisiennes du XIXe siècle : Théâtre de la Gaîté, Théâtre de l'Ambigu, Théâtre du Château d'Eau, Théâtre Déjazet etc.
Le film La Porteuse de pain est basé sur sa pièce éponyme écrite en collaboration avec Xavier de Montépin tirée du roman de ce dernier.

## Œuvres
- Les Jockeys improvisés, vaudeville en 1 acte, avec Eugène de Fère et Louis Beaufils, 1858
- La Lionne de la place Maubert, drame populaire en 7 actes, dont un prologue, 1860
- Les Hirondelles, drame populaire en 5 actes et 7 tableaux, précédé de Le Testament du comte de Trèves, prologue, avec Moreau, 1861
- Les Entêtés, vaudeville en 1 acte, 1861
- L'Homme au masque rouge ou la haine d'une femme, drame en 6 actes, dont un prologue, 1861
- Les Hirondelles de Paris, Zoude, avec Moreau, musique d'Alexandre Artus, 1863
- Le Zouave de la garde, drame en 5 actes et 7 tableaux, avec Moreau, 1863
- Douglas le vampire, drame fantastique en 5 actes et 7 tableaux, 1863
- En ballon, revue de l'année 1863, en 3 actes et 14 tableaux, avec Clairville, 1863
- Les Pantins éternels, pièce en 3 actes et 6 tableaux, avec Clairville, 1863
- Les Cocodès, vaudeville en 5 actes, avec de Montépin, 1865
- L'Homme aux figures de cire, drame en 5 actes et 9 tableaux, avec de Montépin, 1865
- Le Cabaret de la grappe dorée, comédie-vaudeville en trois actes, avec Eugène Moreau, 1865
- Le Roi de la lune, vaudeville lunatique en 5 actes et 6 tableaux, avec de Montépin, 1865
- L'Espion de la Reine, drame en 5 actes et 1 prologue, avec Charles Mosont, 1864
- La Gitane, drame en 5 actes et 8 tableaux, avec de Montépin, 1865
- Lantara, comédie en 2 actes, mêlée de chants, avec de Montépin, 1865
- La Magicienne du Palais-Royal, drame en 5 actes, précédé d'un prologue, 1865
- Le Roi de la lune, vaudeville lunatique en 5 actes et 6 tableaux, avec de Montépin, 1865
- Les Vendanges du Clos-Tavannes, drame en 5 actes, avec Moreau, 1865
- Bas-de-cuir, drame en 5 actes et 8 tableaux, avec Xavier de Montépin, 1866
- L'Homme aux figures de cire, drame en cinq actes et neuf tableaux, avec de Montépin, 1866
- L'Île des sirènes, fantaisie en 8 tableaux, dont un prologue, avec Montépin, 1866
- Pan ! Dans l’œil ! Dîner de fin d'année, revue en 5 actes et 8 tableaux, avec Gaston Marot, 1867
- Le Capitaine Mistigris, comédie-vaudeville en 3 actes, avec Marot, 1868
- Les Compagnons de la Marjolaine, drame en 6 actes et 9 tableaux, avec Léon Pournin, 1868
- L'Héritage fatal, drame en 5 actes, avec Coste, 1869
- Les Forçats du mariage, drame en 5 actes et un prologue, avec Coste, 1869
- Richelieu à Fontainebleau, drame historique en 7 tableaux, avec Coste, 1869
- La Mitrailleuse, monologue en vers, 1870
- Le Passeur du Louvre, drame en 5 actes et 8 tableaux, avec Pournin, 1870
- Le Fils de Chopart, drame en 6 actes, dont un prologue, avec Maurice Coste, 1875
- Jean Raisin, drame en 6 actes, avec Coste, 1876
- La Pomme et le Pépin !, ronde, avec Coste, 1876
- Le Fiacre no 13, drame en 5 actes et 12 tableaux, avec de Montépin, 1887
- Gavroche, drame en cinq actes et sept tableaux, avec Félix de Lange, 1888
- La Policière, drame en 6 actes et 13 tableaux, avec Montépin, 1889
- La Porteuse de pain, drame en 3 actes et 9 tableaux, dont 1 prologue, avec de Montépin, 1889
- Le Médecin des folles, drame en 5 actes et 13 tableaux, avec de Montépin, 1891
- Les Cadets de la reine, drame en 5 actes et 8 tableaux, 1892
- Mère et Martyre, drame en 5 actes et 7 tableaux, avec Paul d'Aigremont, 1893
- La Mendiante de Saint-Sulpice, pièce en 5 actes et 10 tableaux, dont 1 prologue en 2 tableaux, avec de Montépin, 1895
- La Joueuse d'orgue, pièce en 5 actes et 11 tableaux, 2 parties, avec de Montépin, 1897
- Le Roi des mendiants, pièce en 5 actes et 8 tableaux, 1899
- Les Blanchisseuses de Paris, pièce populaire en 5 actes et 10 tableaux, avec Marcel Bertal, 1899
- La Marchande de fleurs, pièce en 5 actes et 10 tableaux, 1903